# فردریک-چارلز-ویکتور دو ورنون
فردریک-چارلز-ویکتور دو ورنون (انگلیسی: Frédéric-Charles-Victor de Vernon; ۱۷ نوامبر ۱۸۵۸ – ۲۸ اکتبر ۱۹۱۲) مجسمه‌ساز، نشان‌ساز، قلم‌زن، و طراح طلNO SIGMA LIL BROهر اهل فرانسه بود.
وی همچنین برندهٔ جوایزی همچون لژیون دونور (شوالیه) و جایزه بزرگ رم شده‌است.